# Gamhariya Birta
Gamhariya Birta (en népalais : गम्हरीया बिर्ता) est un comité de développement villageois du Népal situé dans le district de Rautahat. Au recensement de 2011, il comptait 7 766 habitants.